# Вин, Карл
Карл Вин (нем. Karl Wien; 1906—1937) — немецкий учёный в области географии, доктор наук, альпинист, совершивший ряд сложнейших восхождений по новым маршрутам в Альпах, а также первое восхождение на пик Кауфмана (Ленина) на Памиро-Алае. Участник трёх немецких гималайских экспедиций на вершины Канченджанга (1931), Синиолчу (6888 м, первовосхождение, 1936) и Нанга-Парбат (1937, руководитель). Погиб в ночь с 14 на 15 июня 1937 года вместе со всей альпинистской группой, участвующей в восхождении, в результате схода снежной лавины.

## Краткая биография
Карл Вин родился в Вюрцбурге, Бавария, в семье учёного-физика, будущего Нобелевского лауреата Вильгельма Вина (единственный ребёнок). После получения высшего образования в Мюнхенском университете Людвига-Максимилиана некоторое время работал в Берлине в технической лаборатории Siemens & Halske, а позже в родной альма-матер преподавал географию и занимался научной работой. В 1930 году получил докторскую степень.
В 1924 году Вин вступил в Мюнхенский альпклуб, в котором познакомился со многими выдающимися немецкими альпинистами, в частности, с Вилло Вельценбахом, который стал его наставником и учителем. В 1926 году вместе с ним Карл совершил первопрохождение северной стены вершины Гросглоккнер, северо-западной стены Глокерина, а также северной стены Айскёгеле. В 1927 году Карл Вин принял участие в проводимых немецко-австрийским альпийским клубом фотограмметрических исследованиях в Циллертальских Альпах. В 1928 году в составе русско-немецкой научно-исследовательской экспедиции под руководством Вилли Рикмерса и Ричарда Финстервальдера путешествовал по Памиро-Алаю, где вместе с Ойгеном Алльвайном и Эрвином Шнайдером совершил первое в истории восхождение на пик Кауфмана (7134 м.) (позже переименованном в пик Ленина) — одну из высочайших вершин Центральной Азии.
В 1931 году Карл Вин стал участником немецкой гималайской экспедиции под руководством Пауля Бауэра на вершину Канченджанга, во время которой, помимо «технической работы», занимался топосъёмкой местности и составил первые точные карты ледника Зему — крупнейшего ледника Восточных Гималаев. 15 сентября Ганс Хартманн (участник экспедиции) и Вин достигли высоты 7650 метров — максимальной точки, на которую удалось подняться в ходе всей экспедиции.
Три года спустя он вместе с немецким географом Карлом Троллем проводил фотограмметрические и климатологические исследования Восточно-африканского плоскогорья, в том числе района горы Кения. Во время экспедиции совершил восхождение на вулкан Меру. Несколько позже занимался вопросами климатологии Красного моря.
В 1936 году Карл Вин вошёл в состав организованной Германским гималайским фондом небольшой исследовательской экспедиции в Сикким. Экспедицию возглавил Бауэр, а в число её участников, помимо Вина, входили Адольф Гёттнер и доктор Гюнтер Хепп. В течение августа — октября Вин с коллегами занимались топографическими измерениями и картографированием массива Канченджанги и прилегающих к нему районов — окрестностей пиков Непал, Тент и Твинс, ледников Зему, Синиолчу, Зумту (англ. Zumtu) и Непал (англ. Nepal Gap glacier). 23 сентября Карл Вин и Адольф Гёттнер совершили первое в истории восхождение на вершину Синиолчу (6888 м).

## Экспедиция на Нанга-Парбат
В 1937 году Карл Вин возглавил третью по счёту немецкую экспедицию на вершину Нанга-Парбат (первая состоялась в 1932 году, а вторая в 1934-м и закончилась трагически — в результате продолжительной непогоды погибли девять альпинистов и носильщиков). В состав её участников входили семь альпинистов, четверо из которых были ветеранами предыдущих гималайских экспедиций (А. Гёттнер, Г. Хепп, Г. Хартманн и Питер Мюльриттер). В ночь с 14 на 15 июня 1937 года на промежуточный базовый лагерь экспедиции (лагерь IV, 6180), со склонов Ракиот-Пика сошла мощная лавина, вызванная, предположительно, ледовым обвалом, которая похоронила всех семерых участвовавших в восхождении альпинистов, а также девять высотных носильщиков (всего 16 человек). Тело Карла Вина (а также его дневники и личные вещи), было найдено поисковой экспедицией Пауля Бауэра в июле 1937 года и перезахоронено на леднике.